# Топољане
Топољане је село у Албанији у области Кукеш, (Љума (област)). По попису из 2011. имало је 1753 становника. Мјесто је познато по томе што је у њему рођен Коџа Синан-паша, који је наредио спаљивање моштију Светог Саве и којег је Иван Јастребов сматрао Србином.
Иван Јастребов спомиње да се и у вези Топољана спомињу у поменику манастира Св. Тројице у Мушутишту хришћанска имена приложника. Од старих књига у манастиру, нема достојних посебне пажње осим Поменика, једног Пролога и једне нове књиге Филијада. У поменику су записана чисто српска имена хришћана оних мјеста и села у којима тада није остало ниједне православне душе. Између тих села и мјеста се спомињу и: Језерце, Качаник, Полог, Пећане, Медвеце, Мачитево (више Мушутишта)... Топољане (у Љуми), Заплужане, Јањево и Ново Брдо. У поменику су записани и ренегати који су приложили малу своту у спомен својих родитеља, нпр. из села Гунцета: Писа Сула и Дема своје родителе Гунића Марка, Витану, Недељка... 
Од великог округа у коме је ово село, турској централној власти је долазило веома мало прихода у благајну јер Љумани нису били вољни да плате и јер су сматрали да су привилеговани људи.  Хвалили су се скоро са родбинским везама са старим царевима који су им давали привилегије. И заиста нека села као Топољане, Чајља, Калис и Паљуш (Балешће) су имала посебан ферман султана Мурата III (1574-1595) из 1585. златом исписан. Ферман се чувао у селу Топољане код Иљиз-аге. Коџа Синан-паша им је испословао овај ферман јер је родм из села Топољане.
Село Флора у доба Јастребова није постојало само планина под тим имнеом изнад села Топољане. Близу те планине била је Царева чесма, измешу села Матранч и Летин, али ближе Матранчу. Билу Топољана је био велики тесани камен, вјероватно црквени. Турци су Јастребову причали да је он дамо тако импровизован у вријеме посјете цара иСинан-паше Топљану. На путу између Топљана и Дода Калеа постоји ток који се уева у Дрим, а тече покрај Љусне - зове се Љап. На њему је био мост истога имена. На десној обали тог Љапа који отиче у клисуру, на манастирским рушевинама порасла је шума. Житељи су мјесто звали аравел а Јастребов сматра да је у питању архангел. Могући Липљански манастир потчињен Дебарском владичанству.